# Störsändare

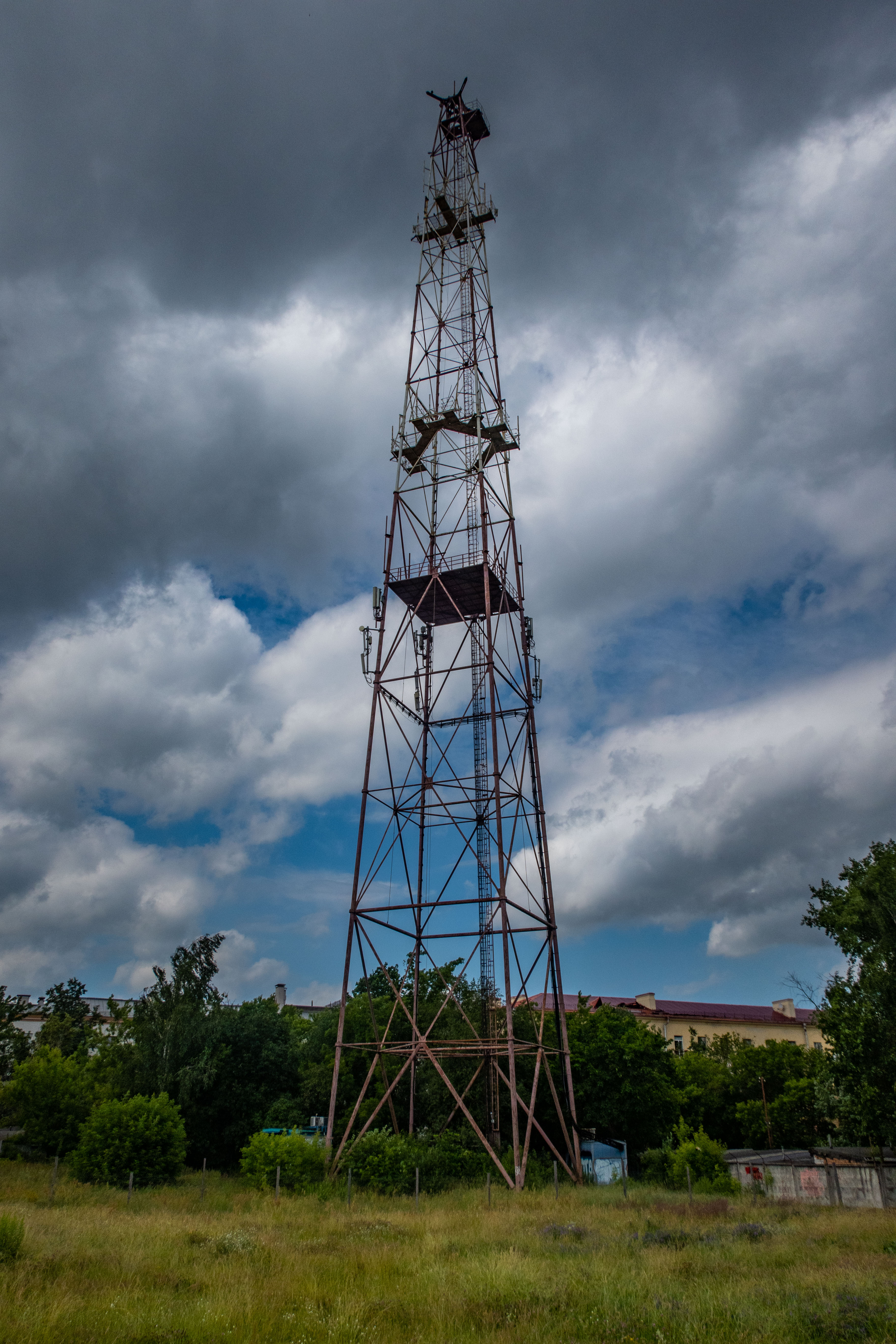
Störsändare i Minsk.

Störsändare (militärförkortning: Ss) är en sändare vars syfte är att störa utrustning genom att sända på samma frekvenser som den utrustning som ska störas. Den kan bland annat användas för att störa GSM (mobiltelefoner och trådlösa larm), GPS, butikers larmbågar och fjärrlås för bilar men även för radarstörning där syftet är att hindra en radar från att se och mäta in mål.
All radiokommunikation är känslig för störning men nästan bara militära radiosystem har utvecklats mot bakgrund att någon medvetet skulle vilja störa den. Störsändare i sig kan tystas genom att störa dem med en signal som är så kraftig att de måste startas om eller förstörs. Framförallt efter andra världskriget förekom omfattande störsändningsverksamhet från Sovjetunionens sida för att förhindra att sändningar från bland annat Voice of America, BBC och Radio Free Europe skulle kunna avlyssnas.

## Störsändare i Sverige
I Sverige är innehav av störsändare olagligt. Endast Försvarsmakten, Försvarets radioanstalt, och Försvarets materielverk får inneha och använda störsändare. Undantag från lagen beslutas av Post- och telestyrelsen, såsom när Kriminalvården ansöker om tillstånd för att installera störsändare på fängelser, där bland annat mobiltelefoner anses utgöra en säkerhetsrisk.
I "Polismetodutredningen" SOU 2010:103 föreslog utredaren att även polisen skulle få använda störsändare. Post- och telestyrelsen var mycket kritisk till förslaget och menade att det även kunde störa civil trafik, inklusive nödsamtal till SOS Alarm.
En av de mest uppmärksammade händelserna med störsändare var störningen av polisens radiotrafik under EU-toppmötet i Göteborg 2001 då polisens analoga kommunikationssystem stördes av demonstranterna.